# Lijst van voetbalinterlands Australië - Vietnam
Deze lijst van voetbalinterlands is een overzicht van alle officiële voetbalwedstrijden tussen de nationale teams van Australië en Vietnam. De landen speelden tot op heden twee keer tegen elkaar. De eerste ontmoeting, een kwalificatiewedstrijd voor het Wereldkampioenschap voetbal 2022, werd gespeeld in Hanoi op 7 september 2021. Het laatste duel, de returnwedstrijd in dezelfde kwalificatiereeks, vond plaats op 27 januari 2022 in Melbourne.

## Wedstrijden
| № | Plaats    | Datum            | Competitie           | Wedstrijd           | Uitslag |
| - | --------- | ---------------- | -------------------- | ------------------- | ------- |
| 1 | Hanoi     | 7 september 2021 | WK 2022 kwalificatie | Vietnam – Australië | 0 – 1   |
| 2 | Melbourne | 27 januari 2022  | WK 2022 kwalificatie | Australië − Vietnam | 4 − 0   |

## Samenvatting
| Competitie      | Totaal gespeeld | Winst Australië | Gelijk | Winst Vietnam | Doelsaldo Australië – Vietnam |
| --------------- | --------------- | --------------- | ------ | ------------- | ----------------------------- |
| WK-kwalificatie | 2               | 2               | 0      | 0             | 5 − 0                         |
| Totaal          | 2               | 2               | 0      | 0             | 5 − 0                         |